# Museu Arqueológico, Etnográfico e Histórico Basco
O Museu Arqueológico, Etnográfico e Histórico Basco (em basco: Euskal Arkeologia, Etnografia eta Kondaira Museoa), também chamado mais concisamente de Museu Basco (Euskal Museoa), é um museu situado em Bilbau, capital da Biscaia, País Basco, Espanha. A instituição, localizada na Praça Unamuno do Casco Viejo (centro histórico), tem como objetivos a conservação e divulgação dos objetos das suas coleções que testemunham os modos de vida desenvolvidos pelo povo basco ao longo dos tempos.

## História
O museu abriu as suas portas com o nome de Museu Arqueológico de Biscaia e Etnográfico Basco em 1921, ocupando o piso térreo do claustro barroco de um convento do século XVI, onde funcionou o Colégio de Santo André, pertencente aos jesuítas até à sua expulsão de Espanha em 1767. A igreja adjacente, dos Santos Juanes hoje uma igreja paroquial de culto regular, era o templo do colégio jesuíta. Desde o princípio que o museu teve o patrocínio da Deputação Foral da Biscaia (governo provincial) e do Ayuntamiento de Bilbau (administração municipal).
A instituição foi gradualmente ocupando os edifícios anexos e aumentando as suas coleções que abarcam a arqueologia da Biscaia e a história etnográfica do País Basco. Além das exposições permanentes, o museu leva a cabo exposições temporárias e tem serviços de investigação, uma biblioteca e um arquivo fotográfico.
Desde 1962 que o edifício está classificado como Bem de Interesse Cultural na categoria de Monumento Histórico-Artístico Nacional.

## Coleções
As exposições permanentes distribuem-se por quatro pisos:
- Rés do chão — Lápides sepulcrais e heráldica. Na escadaria que conduz ao primeiro andar encontra-se uma reprodução do cruzeiro de Kurutziaga, cujo original do século XV se encontra na localidade de Durango. No rés do chão há ainda um espaço reservado para exposições temporárias e uma loja.

- Primeiro andar — Armas, com vitrinas específicas sobre a Guerra Civil Espanhola e Guerras Carlistas; os bascos e o mar; cultura pastoril; artes domésticas de cerâmica e têxtil (linho e lã).

- Segundo andar — Pré-história e arqueologia da Biscaia. Aí se encontra um harpão do século X a.C. em madeira encontrado nas caverna de Santimamiñe, em Cortézubi.

- Terceiro andar — Consulado de Bilbau e maqueta à escala da província. Esta mostra os cinco montes bocineros[a], de onde eram convocadas as diferentes anteiglesias (paróquias) para as assembleias gerais que tinham lugar em Guernica, usando fogueiras ou txalapartas (espécie de xilofone de grandes dimensões).

Cabe ainda mencionar, o El Mikeldi, a representação em pedra de um animal, provavelmente datada de há 4 000 anos, que se encontra no claustro.